# Consiglio di fabbrica
Il Consiglio di fabbrica è un organismo politico ed economico di rappresentanza eletto direttamente dai lavoratori di un'impresa, costituito da delegati temporanei e immediatamente revocabili eletti nei luoghi di lavoro delle regioni. I lavoratori decidono quali sono i propri bisogni e programmi, per poi inviare un delegato che possa divulgare e perseguire le richieste dei lavoratori. I delegati temporanei sono eletti tra i lavoratori stessi, possono essere immediatamente revocati se infrangono il loro mandato, e dovrebbero essere cambiati frequentemente. I delegati agiscono come dei messaggeri, portano e trasmettono le richieste e le intenzioni dei lavoratori.
Su larga scala, un gruppo di delegati può a sua volta eleggere un delegato con una posizione più elevata e autorevole per svolgere il proprio mandato, e così via, fino a quando i delegati più importanti non gestiranno il sistema industriale.
Come sistema, il potere decisionale aumenta dal basso verso l'alto a seconda dei programmi degli stessi lavoratori, e non vi è alcuna imposizione di decisione, come invece accadrebbe nel caso di una presa di potere da parte di uno strato burocratico che è immune da revoca immediata.

## Storia

### Biennio rosso (1919-1920)
I Consigli di fabbrica, sorti in Italia durante gli anni del biennio rosso, furono degli organismi interni agli stabilimenti delle grandi aziende, il cui scopo era controllare ed organizzare l'attività lavorativa da parte degli operai dipendenti. Si diffusero inizialmente nel Nord Italia, a cominciare dalla Fiat e da altre aziende torinesi; eletti direttamente dai lavoratori, si ispiravano al modello dei soviet russi. A Torino  i principali promotori del movimento dei consigli di fabbrica furono il gruppo dell'Ordine Nuovo di Antonio Gramsci insieme agli anarchici Pietro Ferrero (segretario della FIOM), Maurizio Garino e Italo Garinei.

### Dopo il 1968
Durante le lotte operaie del 1968 organismi di rappresentanza diretta dei lavoratori denominati Consigli di fabbrica sono stati costituiti in tutte le principali aziende, prima come iniziativa spontanea dei lavoratori poi come organismi di rappresentanza unitaria dei sindacali confederali.
Con l'intesa-quadro interconfederale CGIL-CISL-UIL del 1º marzo 1991 i consigli di fabbrica sono stati sostituiti dalle rappresentanze sindacali unitarie

## Consiliarismo
All'interno del pensiero socialista si è sviluppata una corrente di pensiero nota come Consiliarismo che vede nei consigli operai la massima espressione dell'autonomia operaia e lo strumento fondamentale della Rivoluzione proletaria. I principali teorici di questa corrente sono stati gli olandesi Herman Gorter e Anton Pannekoek, i tedeschi emigrati negli USA Paul Mattick e Karl Korsch.